# いくとぴあ食花
いくとぴあ食花（いくとぴあしょくはな）とは、新潟県新潟市中央区鳥屋野潟南部地区にある、食と花をテーマにした複合施設。

## 概要
園内には以下の施設が存在する。ガーデンをはじめ園内には市の花であるチューリップが数多く植えられているのが特徴である。
- 食育・花育センター
- こども創造センター
- 動物ふれあいセンター
  - 動物愛護に関する啓発施設である。センター内ではアルパカを飼育している他、野良犬・猫の収容などを行っている。
- キラキラガーデン
- 花とみどりの展示館
- キラキラマーケット
- キラキラレストラン
- いくとぴあ食花情報館

### 名称の由来
「育む」「育てる」の「育（いく）」と、理想郷という意味の「Utopia（ユートピア）」を合わせた造語。

## 沿革
施設のうち「新潟市食育・花育センター」は2011年（平成23年）10月15日にオープン。これは東区に所在し老朽化が進んでいた新潟市園芸センターの後継施設の一つとして整備されたもので（園芸センターについては越後石山駅#駅周辺の整備も参照）、食と花を通じた生涯教育施設である。次いで2012年10月には「新潟市動物ふれあいセンター」がオープン。その後2014年6月に全施設の整備が完了し、「いくとぴあ食花」としてグランドオープン。2018年（平成30年）4月1日には全施設が指定管理者制度へ移行。

## アクセス
- 新潟交通「いくとぴあ食花前」バス停から徒歩すぐ
  - 「S7 スポーツ公園線」が発着する。新潟駅南口1番線から「S70 南長潟・新潟市民病院」「S71 市民病院・曽野木ニュータウン」「S72 市民病院・大野」行を利用可能。
- 新潟交通「鳥屋野潟公園前」バス停から徒歩10分
  - スポーツ公園線のほか、「S1 市民病院線」「「S5 女池線」が発着する。

以上は「運行便別時刻表」をもとにした2018年11月時点での情報である。